# Jung Jae-sung
Jung Jae-sung (ur. 25 sierpnia 1982 w Jeonju, zm. 9 marca 2018) – południowokoreański badmintonista, brązowy medalista olimpijski w grze podwójnej. W grze podwójnej występował przede wszystkim w parze z Lee Yong-dae.
Największym jego sukcesem jest brązowy medal igrzysk olimpijskich w Londynie w grze podwójnej z Lee. Po igrzyskach zakończył karierę sportową.